# Alhambra (ciruela)
Alhambra es una variedad cultivar de ciruelo (Prunus salicina), de las denominadas ciruelas japonesas (aunque las ciruelas japonesas en realidad son oriundas de China, fueron llevadas a los EE. UU. diversos cultivares desarrollados en Japón en el siglo XIX).
Una variedad que crio y desarrolló a finales del siglo XIX Luther Burbank en Santa Rosa (California), siendo un híbrido complejo resultado del cruce de [(Prunus salicina X Prunus cerasifera X Prunus domestica] X [(Prunus simonii X Prunus salicina) X (Prunus americana X Prunus nigra)]. 
Las frutas tienen una pulpa de color amarilla por dentro, rojiza por fuera, con textura semi-firme o blanda, suave, sabor enérgico subácido, muy bueno, típico de las denominadas ciruelas japonesas. Tolera las zonas de rusticidad según el departamento USDA, de nivel 5 a 9.

## Historia
'Alhambra' variedad de ciruela, de las denominadas ciruelas japonesas con base de Prunus salicina, que fue desarrollada y cultivada por primera vez en el jardín del famoso horticultor Luther Burbank en Santa Rosa (California) mediante una hibridación compleja del conglomerado de [(Prunus salicina X Prunus cerasifera X Prunus domestica] como Parental-Madre x polen de  [(Prunus simonii X Prunus salicina) X (Prunus americana X Prunus nigra)] como Parental-Padre. Burbank realizaba investigaciones en su jardín personal y era considerado un artista del fitomejoramiento, que intentaba muchos cruces diferentes mientras registraba poca información sobre cada experimento.
Las ciruelas 'Alhambra' se desarrollaron a finales del siglo XIX en Santa Rosa, una ciudad en el condado de Sonoma en el norte de California. La variedad 'Alhambra' recibió su nombre del propio Luther Burbank en 1898.
Está descrita por: 1. Vt. Sta. Bul. 67:5. 1898. 2. De Vries Plant Breeding 213. 1907.

## Características
'Alhambra' árbol medio y vigoroso, siendo su fuerte crecimiento erguido una característica notable de la variedad, extendido, bastante productivo. Flor delgada, purpúrea, en su polinización, mejora con buenos polinizadores tal como 'Golden Japan', 'Friar', 'Santa Rosa' y 'Laroda', que tiene un tiempo de floración que comienza a partir del 18 de abril con el 10% de floración, para el 21 de abril tiene una floración completa (80%), y para el 8 de mayo tiene un 90% de caída de pétalos.
'Alhambra' tiene una talla de fruto grande a muy grande, de forma ovalada, ligeramente asimétrica; epidermis tiene una piel firme con un color rojizo oscuro, sutura poco profunda, y ápice puntiagudo, cavidad medianamente poco profunda, abruptamente redondeada; pulpa de color amarilla por dentro, rojiza por fuera, con textura semi-firme o blanda, suave, sabor enérgico subácido.
Hueso muy adherente, mediana a grande, plana, puntiaguda, casi lisa, zona pistilar apuntada, asimétrico.
Su tiempo de recogida de cosecha se inicia en su maduración de segunda decena de julio. Las ciruelas 'Alhambra' son blandas cuando están maduras y pueden magullarse fácilmente.

## Usos
Las ciruelas 'Alhambra' son buenas en fresco para comer directamente del árbol, calidad de primera, también muy buenas en postres de cocina como tartas y pasteles, y se  utilizan comúnmente para hacer conservas y mermeladas.

## Cultivo
Aunque hace más de una década que Alhambra se ofreció a los fruticultores, ha avanzado poco en popularidad y es de interés principalmente por su cultivo.